# Адольф Черни
Адольф Черни (чеськ. Adolf Černý, 19 серпня 1864, Градець-Кралове, Австрійська імперія — 27 грудня 1952, Прага, Чехословаччина) — чеський поет, перекладач, видавець, історик літератури.

## Біографія
Адольф Черни народився 19 серпня 1864 року у місті Градец-Кралове. Після закінчення гімназії (1879) навчався у педагогічному коледжі, який закінчив у 1883 році. Працював учителем у Градец-Кралове і Празі, де з 1898 по 1904 рік був також директором Чехословацького етнографічного музею. 1898 року заснував журнал «Слов'янський огляд», редактором якого був до 1914 року та після перерви у 1925—1932 роках.
З 1901 року викладав у Празькому університеті польську й лужицьку мови, а з 1911 року — ще й сербохорватську.
Після утворення Чехословаччини працював в міністерстві закордонних справ. Був експертом в чеській делегації на Паризькій мирній конференції, з 1919 року — радник міністра Міністерства закордонних справ, у 1922—1923 роках — радник посольства у Варшаві. У 1927 році вийшов у відставку.

## Творчість
З юності А. Черни зосередив свою увагу на слов'янській філології та сучасних політичних проблемах слов'янських народів, а в наступні роки він також зосередився на розвитку професійної слов'янської журналістики та поширення слов'янських взаємовідносин. Основним предметом його дослідницьких інтересів були мова, історія, культура та фольклор лужицьких сербів, життя яких він вивчав під час щорічних навчальних поїздок до Лужиці (1885—1895 рр.). Тоді він був найвидатнішим експертом в культурі лужичан і став засновником чеської сорабістики.
Для бубліцистики А. Черни характерним є висловлення співпереживання національним меншинам у тогочасних країнах. Спочатку він сконцентрувався на лужичанах в Німеччині, пізніше — на словаках в Угорщині, македонцях (македонських болгарах) під владою Османської імперії, на галицьких українцях під Австро-Угорщиною, словенцях в Італії, на кашубах в Померанії та на білорусах.
Будучи спочатку прибічником русофільства, швидко, за висловом М. Черни, вилікувався від цієї недуги під час першої науково-дослідницької поїздки до Польщі й царської Росії у 1889 році, для нього великим розчаруванням була байдужість росіян по відношенню до інших слов'ян. З цього приводу він писав:
|  | Сумно, що наш найсильніший брат анітрохи не турбується про нас інших, вбогих, його можна скоріш боятися, ніж очікувати від нього чогось. |

Значною справою А. Черни був створений ним у 1898 році журнал «Слов'янський огляд», який об'єднав низку провідних дослідників слов'янського світу.
Його велика оригінальна поезія (друкувалася під псевдонімом Ян Рокита) складалася з інтимної та духовної лірики. Низка творів, написана після 2018 року, присвячена національному звільненню від Австро-Угорщини.
Для перекладів А. Черни обирав поезії головним чином тих авторів, які були близькі його серцю, перш за все Ю. Словацького, Г. Зейлера, Я. Барта-Чишинского , Ю. Тувима, К. Пшерва-Тетмаєра, Й. Милаковича, С. С. Краньчевича, І. Франко, А. Ашкерця, О. Жупанчича, О. Блока.
Високо оцінював діяльність І.Франка, присвятив йому вірш «Іванові Франкові».

## Твори
- Wobydlenje Łužiskich Serbow (1889)
- Lužické obrázky (1890)
- Svatba(kwas) u Lužickych Srbů (1893)
- Mythiske bytosće Łužiskich Serbow I. (1893)
- Různé (wšelakore) listy o Lužici (1894)
- Lilie z Tvých zahrad (1899)
- Herta Wićazec: žiwjenje a pisma prěnjeje serbskeje basnjerk. E. Muka, 1901. 24 S.
- Stawizny basnistwa hornjołužiskich Serbow (1910)
- Lužice a Lužičtí Srbové (1912)
- Lužická otázka (prašenje) (1918)